# Roberto Serniotti
Roberto Serniotti (Turim, 1 de Maio de 1962), é um treinador de voleibol italiano.
Foi treinador de muitas equipas em toda a Europa, incluindo Panathīnaïkos Athlītikos Omilos, Tours Volley-Ball, M. Roma Volley, Trentino Volley, Berlin Recycling Volleys, Asseco Resovia Rzeszów.
Atualmente, é o treinador adjunto da JTEKT Stings Aichi

## Carreira
A sua carreira na liga principal começou em 1992, como 2º treinador no Piemonte Volley. No clube Cuneo, permaneceu ininterruptamente até 2000 (o seu último ano como 1º treinador), ganhando numerosos troféus nacionais e internacionais. Após duas temporadas na Grécia em Panathīnaïkos Athlītikos Omilos, voltou a sentar-se no banco da equipa piemontês, até ao final da Serie A1 de 2002-03.
Em 2003 mudou-se para França, sentado no banco da Tours Volley-Ball, que levou ao auge dos seus triunfos, levando a equipa transalpina à vitória da primeira e única Liga dos Campeões (segunda Liga dos Campeões ganha por uma equipa francesa), a Supercopa da França e duas Taças de França.
De 2003 a 2004, foi também o treinador assistente da equipa nacional francesa com a qual ganhou a prata no Campeonato Europeu de 2003 e participou nas Olimpíadas de Atenas 2004. De 2005 a 2007, contudo, foi assistente no banco da selecção nacional italiana, com quem ganhou o Campeonato Europeu de 2005, a medalha de bronze na Taça dos Grandes Campeões de 2005 e a Universiade de 2005.
A sua aventura transalpina foi interrompida em 2006, quando foi contratado por M. Roma Volley. O jovem clube romano, embora na sua primeira experiência, logo alcançou resultados prestigiados: em Itália a final da Taça de Itália e a Supercopa de Itália onde em ambos os casos perdeu por 3:0 contra o fortíssimo Sisley Treviso, enquanto na Europa triunfou na Taça CEV contra a equipa belga Maaseik por 3:0.. Após duas épocas, o clube decidiu não renovar a sua inscrição na primeira divisão, e Serniotti voou para a Rússia no banco do Volejbol'nyj klub Jaroslavič.
A partir de 29 de Dezembro de 2009, até ao final do campeonato, foi o primeiro treinador do Prisma Taranto Volley.
Em 2010, voltou a colaborar com a equipa nacional francesa, treinando a Selecção B.
A 21 de Junho de 2010 foi contratado pelo Trentino Volley, que procurava um segundo treinador para se juntar à Radostin Stojčev. No banco da equipa do Trentino ganhou o campeonato italiano e a Taça do Mundo de clubes pela primeira vez, que acabou várias vezes na sua palmarès. Também triunfou na Taça de Itália, na Supertaça de Itália e na Liga dos Campeões.
No Verão de 2013, o clube teve dificuldades financeiras, obrigando-o a vender muitos dos seus jogadores mais fortes, incluindo Osmany Juantorena, Matej Kazijski, e Jan Štokr; as partidas incluíam também o treinador Radostin Stojčev, que tinha chegado ao fim do seu contrato. Serniotti foi promovido a 1º treinador da equipa, assinando uma renovação do contrato de uma época, e como seu 2º treinador chamou Simone Roscini. A sua aventura ao leme do banco Trentino durou apenas uma época, na qual ganhou a Supercopa Italiana e a medalha de bronze no Campeonato Mundial de Clubes, Na Taça de Itália, foi eliminado nas semifinais por Piacenza, enquanto que no final da época regular ficou em 4º lugar, sendo depois eliminado nos quartos-de-final dos playoffs por Modena. Na Liga dos Campeões, venceu a ronda e chegou ao "play-off" de seis jogos, onde foi derrotado na primeira e na segunda mão pelo Belgorod da Rússia (3-0), perdendo assim um lugar na Final Four em Ancara.
Na época 2015-16 foi chamado para liderar os Berlin Recycling Volleys, na Alemanha 1. Bundesliga alemã. Chamou como segundo treinador japonês Koichiro Shimbo, com o qual obteve excelentes resultados tanto no campo nacional como europeu. Foi o ano do 'triplo': ganhou a Taça CEV (o primeiro troféu europeu na história do clube), o campeonato alemão e a taça alemã (um troféu que faltava em Berlim há 15 anos). No ano seguinte, foram confirmados como campeões alemães e levaram a equipa alemã à final da Liga dos Campeões. No início da época, não conseguiu ganhar a Super Taça da Alemanha, que foi ganha pela equipa de Friedrichshafen, que também arrebatou a Taça da Alemanha ganha no ano anterior pela equipa de Berlim.
No campeonato de 2017-18 tornou-se treinador de Asseco Resovia Rzeszów na Polska Liga Siatkówki, mas em Dezembro de 2017 rescindiu o seu contrato com a equipa polaca.
Em Fevereiro de 2018 foi chamado para liderar o Piemonte Volley na Serie B, regressando à cidade que o lançou como treinador; apesar de não ter sido reeleito para a temporada seguinte, em Dezembro do mesmo ano voltou a sentar-se no banco do Cuneo, desta vez na Serie A2, 
 para substituir Mauro Barisciani.
Na época 2020-21 terminou em terceiro lugar no campeonato e foi eliminada nas semifinais do playoff pelo Prisma Volley enquanto na Taça Italiana A2/A3 chegou às semifinais perdendo para o Olimpia Bergamo, a equipa que acabou por ganhar o torneio.
No campeonato de 2021-22 chegou à final da Taça Italiana A2/A3, trazendo assim de volta, 11 anos depois, uma final da Taça Cuneo Volley contra Conad Reggio Emilia, uma equipa que venceu na casa da equipa Cuneo por 3 a 1, ganhando a 25ª edição. Além disso, no final da temporada regular voltou a ser terceiro, reconfirmando assim a posição do ano anterior e desta vez chegando à final do playoff onde sempre conheceu a equipa de Reggio Emilia, que venceu por 3 a 1 no "Best of Five" e ganhou a passagem para a SuperLega. Com o seu contrato a expirar, no final da época, as estradas entre o clube e o treinador separaram-se.
No verão de 2024, foi contratado pelo voleibol do AS Cannes Volley-Ball, uma equipa da Ligue B francesa, que tinha sido despromovida no ano anterior depois de ter ganho o campeonato francês, e que tinha parado nas meias-finais do play-off contra o Lozere. Na sua primeira época na Côte d'Azur, conseguiu terminar a época regular em primeiro lugar e ganhar o campeonato, derrotando o Ajaccio na final, o que levou a equipa de volta à Ligue A.
No ano seguinte, terminou a época regular em oitavo lugar, qualificando-se para os playoffs, onde defrontou o Montpellier HSC Volley-Ball na Melhor de Cinco que terminou 3-1 a favor do vencedor da época regular, enquanto na Taça de França chegou aos oitavos de final, onde foi eliminado pelo Montpellier HSC Volley-Ball. Com o seu contrato a expirar, o clube anunciou o fim da sua relação de trabalho antes do início dos playoffs.

## Clubes
| Club                            | País     | Año       |
| ------------------------------- | -------- | --------- |
| Piemonte Volley (2° TR)         | Itália   | 1992-1999 |
| Piemonte Volley                 | Itália   | 1999-2000 |
| Panathīnaïkos Athlītikos Omilos | Grécia   | 2000-2002 |
| Piemonte Volley                 | Itália   | 2002-2003 |
| França (2° TR)                  | França   | 2003-2004 |
| Tours Volley-Ball               | França   | 2003-2006 |
| Itália (2° TR)                  | Itália   | 2005-2007 |
| M. Roma Volley                  | Itália   | 2006-2008 |
| Volejbol'nyj klub Jaroslavič    | Rússia   | 2008-2009 |
| Prisma Taranto Volley           | Itália   | 2009-2010 |
| França                          | França   | 2010-2010 |
| Trentino Volley (2° TR)         | Itália   | 2010-2013 |
| Trentino Volley                 | Itália   | 2013-2014 |
| Berlin Recycling Volleys        | Alemanha | 2015-2017 |
| Asseco Resovia Rzeszów          | Polonia  | 2017-2017 |
| Piemonte Volley                 | Itália   | 2017-2022 |
| AS Cannes Volley-Ball           | França   | 2023-2025 |
| JTEKT Stings Aichi (2° TR)      | Japão    | 2025-     |

## Títulos

#### Títulos nacionais
- Campeonato Italiano (2): 2010/2011, 2012/2013
- Copa Itália (4): 1995/1996, 1998/1999, 2011/2012, 2012/2013
- Supercopa Italiana (5): 1995/1996, 1998/1999, 2001/2002, 2010/2011, 2012/2013
- Campeonato Alemão (2): 2015/2016, 2016/2017
- Copa da Alemanha (1): 2015/2016
- Campeonato Francês (1): 2023/2024
- Copa da França (2): 2004/2005, 2005/2006
- Supercopa Francesa (1): 2004/2005

#### Títulos internacionais
- Campeonato Mundial de Clubes FIVB (4): 2010, 2011,2012, 2013
- Liga dos Campeões (2): 2004/2005, 2010/2011
- Taça CEV (3): 1995/1996, 2007/2008, 2015/2016
- Taça das Taças (2): 1996-97, 1997-98
- Supertaça Europeia (2): 1996, 1997